# SN 2011is
SN 2011is – supernowa typu Ia odkryta 21 listopada 2011 roku w galaktyce NGC 5409. W momencie odkrycia miała maksymalną jasność 17,00m.